# Laura Schiavone
Laura Schiavone (ur. 13 października 1986 w Neapolu) – włoska wioślarka.

## Osiągnięcia
- Mistrzostwa Świata – Gifu 2005 – dwójka podwójna – 6. miejsce[1].
- Mistrzostwa Świata – Eton 2006 – dwójka podwójna – 10. miejsce[1].
- Mistrzostwa Świata – Monachium 2007 – dwójka podwójna – 7. miejsce[1].
- Mistrzostwa Europy – Poznań 2007 – dwójka podwójna – 4. miejsce[1].
- Igrzyska Olimpijskie – Pekin 2008 – dwójka podwójna – 10. miejsce[1].
- Mistrzostwa Świata – Poznań 2009 – czwórka podwójna – 4. miejsce[1].
- Mistrzostwa Europy – Brześć 2009 – dwójka podwójna – 1. miejsce[1].
- Mistrzostwa Europy – Brześć 2009 – czwórka podwójna – 2. miejsce[1].
- Mistrzostwa Europy – Montemor-o-Velho 2010 – dwójka podwójna – 3. miejsce[1].
- Mistrzostwa Europy – Montemor-o-Velho 2010 – czwórka podwójna – 5. miejsce[1].